# Russ Davie
Russ Davie (ur. 7 marca 1981) – amerykański zapaśnik w stylu klasycznym. Dwa srebrne medale na mistrzostwach panamerykańskich w 2007 i 2008 roku. Zawodnik Cleveland State University.